# Mizuta Chikuho
Mizuta Chikuho (japanisch 水田 竹圃; geboren 14. Februar 1883 in Osaka; gestorben 11. Juli 1958 in Kyoto) war ein japanischer Maler der Nihonga-Richtung.

## Leben und Werk
Mizuta Chikuho begann 1897 ein Studium der Nanga-Malerei unter Himejima Chikugai (1840–1928). Daneben nahm er bei Itō Kaifu (伊藤 介夫) Unterricht in klassischer chinesischer Literatur. Auf der 6. „Bunten“ 1912 wurde zum ersten Mal ein Bild von ihm – „Keisan Tekisui“ (渓山滴翠) – etwa „Bergschlucht – grüne Tupfen“ – nicht nur angenommen, es erhielt eine Belobigung. Auch auf der 8. und 9. Ausstellung der Reihe wurde er ausgezeichnet. Mit seinem Bild „Sōshun“ (早春) – „Vorfrühling“, das er auf der 10. „Bunten“ zeigte, und das eine besondere Auszeichnung erhielt, war er als bedeutender Maler anerkannt.
1919 zog Mizuta nach Kyōto und gründete dort im folgenden Jahr zusammen mit Kōno Shūson (河野 秋邨; 1890–1987) und anderen die Künstlergemeinschaft „Nihon Nanga-in“ (日本南画院). Bis diese Gruppe sich 1935 auflöste, stellte er dort regelmäßig aus. 1926 wurde er Mitglied der Veranstalter der „Teiten“. 1931 war er auf der  „Ausstellung japanische Malerei“ in Berlin zu sehen. Ab 1937 stellte er auf der „Shin-Bunten“ aus.
Nach dem Zweiten Weltkrieg wurde Mizuta eingeladen, auf der nun „Nitten“ genannten Ausstellungsreihe Bilder zu zeigen. Bereits seit 1921 war er als führende Person mit ganzer Kraft in der Gruppe „Gajuku Shogakai“ (画塾菁我会) tätig. Weiter Werke sind
- „Fuda“ (普陀) – „Putuo Shan“
- „Sankyō“ (三峡) – „Drei Schluchten“
- „Shūsei“ (秋声) – „Herbsttöne“
- „Zanshō“ (残照) – „Letzte Sonnenstrahlen“
- „Gekkō“ (月光) – „Mondlicht“

Der Maler Mizuta Kenzan war sein jüngerer Bruder.